# صف طویل خاکستری
خط دراز طوسی (انگلیسی: The Long Gray Line) فیلمی در ژانر زندگینامه‌ای به کارگردانی جان فورد است که در سال ۱۹۵۵ منتشر شد.

## خلاصه فیلم
فیلم داستان مهاجری ایرلندی را روایت می‌کند که تبدیل به یکی از افسران درجه‌دار ارتش شده و پنجاه سال از عمر خود را در آکادمی ارتش آمریکا در وست پوینت سپری می‌کند...

## بازیگران
- تایرون پاور در نقش مارتین مار
- مورین اوهارا در نقش ماری اودانل
- رابرت فرانسیس در نقش جیمز ساندستورم
- وارد باند در نقش کاپیتان هرمان کولر
- بتسی پالمر در نقش کیتی کارتر
- فیلیپ کری در نقش چارلز داتسون
- هری کری جونیور در نقش آیزنهاور
- پاتریک وین در نقش ابنر اورتون
- میکی سیمپسون